# 赤根和樹
赤根和樹（日语：／ Akane Kazuki，1962年3月24日—），日本男性動畫演出家、動畫導演。出身於大阪府。千葉工業大學畢業。在日昇動畫擔任製作進行、演出之後，成為成為自由工作者。

## 參加作品

### 電視動畫
1985年
- 機動戰士Z鋼彈（製作進行）

1986年
- 機動戰士鋼彈ZZ（製作進行）

1988年
- 鎧傳（演出、故事分鏡）

1989年
- 獸神萊卡（演出、故事分鏡）
- 勇者鬥惡龍（分鏡）

1991年
- 閃電霹靂車（演出、故事分鏡）

1992年
- 超時空保姆（演出、故事分鏡）
- 蠟筆小新（分鏡）
- 小小男子漢（分鏡）
- 緞帶魔法姬（分鏡、演出）

1993年
- 疾風無敵銀堡壘（分鏡、演出）

1996年
- 聖天空戰記（導演）

1998年
- 機動神腦（分鏡）
- 星際牛仔（分鏡）

1999年
- ∀鋼彈（分鏡）

2000年
- 機巧奇傳希窩烏戰記（分鏡）

2001年
- Geneshaft（日语：ジーンシャフト）（原作、導演、劇本統籌）

2002年
- 鋼鐵偵探（日语：ヒートガイジェイ）（原作、導演、劇本統籌）

2004年
- 混沌武士（分鏡）

2005年
- 創聖的亞庫艾里翁（分鏡）
- 到另一個你的身邊去（原作、導演、劇本統籌）

2006年
- 死亡代理人（分鏡）

2008年
- 超時空要塞F（分鏡）
- 鐵腕女警 DECODE（日语：鉄腕バーディー DECODE）（導演[1]）

2009年
- 鐵腕女警 DECODE:02（日语：鉄腕バーディー DECODE）（導演）

2016年
- 機動戰士鋼彈 鐵血的孤兒（分鏡）

2019年
- 星合之空（原作、導演、編劇[2]）

2022年
- 進擊的巨人 The Final Season Part 2（分鏡[3][4]）

2023年
- 地獄樂（分鏡）

2024年
- 如果30歲還是處男，似乎就能成為魔法師（分鏡）

### 電影動畫
1988年
- 機動戰士鋼彈 逆襲的夏亞（製作進行）

1991年
- 機動戰士鋼彈F91（演出助手）

1995年
- KAZU&YASU 英雄誕生（導演）

2000年
- 劇場版 ESCAFLOWNE（導演）

### OVA
1991年
- 機動戰士鋼彈 第08MS小隊：米拉的報告書（分鏡、演出）

1994年
- 湘南純愛組！（演出）

1997年
- 超時空要塞Dynamite 7（OP分鏡）

2007年
- BALDR FORCE EXE RESOLUTION 04（分鏡）

2012年
- Code Geass 亡國的阿基德（導演、編劇）[5]

## 腳註

## 相關項目
- 日本動畫師列表（日语：アニメ関係者一覧）
- 日昇動畫
- SATELIGHT

## 外部連結
- 赤根和樹的X（前Twitter） （日語）
- （日語）
- （日語）
- （日語）